# Бабелон, Жан
Жан Бабелон (фр. Jean Babelon; 19 января 1889, Париж — 20 апреля 1978, Париж) — французский историк и нумизмат. Сын историка, археолога и нумизмата Эрнеста Бабелона и отец историка Жан-Пьера Бабелона.
Окончил Национальную школу хартий. Работал в Отделении монет, медалей и древностей Национальной библиотеки Франции, первоначально — под руководством своего отца, а с 1937 по 1961 год руководил отделением.
Удостоен наград Французской академии:
- Монтионовская премия (1916, 1948);
- Премия Брокет-Гронен по литературе (1964)[4].

## Основные труды
- La medaille et les medailleurs. — Paris, 1927;
- Le portrait dans I’antiquite d’apres les monnais. — Paris, 1942;
- Histoire de Paris d’apres les medailles de la Renaissance au 20e siecle. — Paris, 1953 (в соавторстве с Ж. Жакио);
- Das Menschenbild auf Münzen und Medaillen von der Antike bis zur Renaissance. — Leipzig, 1966.